# Liberale Partei (Republik Moldau)
Die Liberale Partei (rumänisch Partidul Liberal, PL) ist eine Mitte-rechts-Partei in Moldau. Bis April 2005 trug sie den Namen Partidul Reformei (Reformpartei). Vorsitzender ist Mihai Ghimpu, der nach dem Rücktritt des Kommunisten Vladimir Voronin von 2009 bis 2010 kommissarischer Präsident Moldaus war. Bei den Parlamentswahlen vom 5. April 2009 war die PL die größte Partei der stark fragmentierten Opposition in Moldau. Sie erhielt 13,1 % der Stimmen und somit 15 Parlamentsmandate. Bei den vorgezogenen Parlamentswahlen 2010 sanken sie jedoch auf 10 %, während ihr potentieller Koalitionspartner Liberaldemokratische Partei Moldaus (PLDM) 29,4 % der Stimmen erreichte und die stärkste Partei, die Partei der Kommunisten Moldaus (PCRM), weiter Stimmen verlor. Den bislang größten Erfolg erzielte die PL bei den Kommunalwahlen im Juni 2007. Sie erhielt zwar in ganz Moldau nur knapp 5 % der Stimmen, konnte aber in der Hauptstadt in einer Stichwahl den Posten des Bürgermeisters für sich erobern. Bürgermeister von Chișinău wurde der Neffe des Parteivorsitzenden und stellvertretende Parteivorsitzende Dorin Chirtoacă, der am 25. Mai 2017 suspendiert und am 16. Februar 2018 wegen einer Korruptionsaffäre entlassen wurde. Bei der Parlamentswahl in der Republik Moldau 2019 schied die Liberale Partei mit nur noch 1,3 % der Stimmen aus dem Parlament aus.
Weitere bekannte, mit der Partei verbundene Personen sind Ana Guțu und Vadim Vacarciuc.

## Wahlergebnisse
| Jahr        | Stimmen | Anteil | Mandate | Platz |
| ----------- | ------- | ------ | ------- | ----- |
| 1994        | 41.980  | 2,4 %  | 0/101   | 8.    |
| 1998        | 8.844   | 0,5 %  | 0/101   | 13.   |
| 2001        | 10.686  | 0,7 %  | 0/101 1 | 14.   |
| 2005        | —       | —      | 0/101   | —     |
| 2009 (Apr.) | 201.879 | 13,1 % | 15/101  | 2.    |
| 2009 (Jul.) | 232.108 | 14,7 % | 15/101  | 3.    |
| 2010        | 171.445 | 10,0 % | 12/101  | 4.    |
| 2014        | 154.507 | 9,7 %  | 13/101  | 5.    |
| 2019        | 17.743  | 1,3 %  | 0/101   | 7.    |